# 家村幸成
家村 幸成（いえむら ゆきしげ、1972年7月19日 - ）は、日本の俳優、声優、ナレーター。所属。東京都出身。
以前は、フリーアトム、リベルタ、劇団芝居屋に所属していた。現在は声優業を始め、芸能界を引退しており、本人のブログの更新も2012年以降は途絶えている。

## 出演作品

### テレビアニメ
- 赤ずきんチャチャ（男の子、五ッ星ハウス、タヌキC）
- アニメ世界名作劇場
- ケロケロちゃいむ（ウロボロス）
- こちら葛飾区亀有公園前派出所（大塚）
- デュエルマスターズ
- ナースエンジェルりりかSOS（ローパー）
- 発明BOYカニパン（役名表示なし）
- 水色時代（池上）
- るろうに剣心 -明治剣客浪漫譚-（ミゲル羅門、男、武士の子）
- 遊☆戯☆王デュエルモンスターズ（アメルダ）

### CM
- マクドナルド